# Nachal Kfira
Nachal Kfira (hebrejsky: נחל כפירה) je vádí v Izraeli, v Judských horách v Jeruzalémském koridoru.
Začíná v nadmořské výšce okolo 700 metrů poblíž obce Qatanna na Západním břehu Jordánu a izraelské osady Har Adar. Směřuje pak k západu výrazně zahloubeným údolím se zalesněnými svahy podél severního okraje hory Har Rafid. Zde vádí přetíná Izraelská bezpečnostní bariéra a tok vstupuje na území Izraele. Zde míjí prameny Ejn Kfira (עין כפירה), poblíž nichž se nacházejí zbytky arabských staveb a židovského starověkého osídlení. Míjí pak ze severu vesnici Nataf, kde na úpatí hory Har Uzrar přijímá zprava vádí Nachal Sumir a pokračuje dál k západu. Jižně od osady Mevo Choron vstupuje opět krátce na Západní břeh Jordánu, konkrétně do latrunského výběžku. Zleva do něj ústí vádí Nachal Jitla. Zde pak vchází do pahorkatiny okolo Ajalonského údolí, kde zleva ústí do toku Nachal Ajalon, v bývalém nárazníkovém pásmu mezi Západním břehem Jordánu a Izraelem.